# Schloss Oderberg
Das Schloss Oderberg (tschechisch zámek Bohumín) war ein um 1817 errichtetes Stadtpalais in Starý Bohumín (Alt-Oderberg), Okres Karviná in Tschechien. Es wurde Ende der 1980er Jahre abgerissen.

## Lage
Das Schloss befand sich im Zentrum des Städtchens Oderberg an der Ostseite des Rings.

## Bauwerk
Das Schloss war ein klassizistischer Zusammenbau von drei Bürgerhäusern. Er fügte sich – im Gegensatz zu den meisten Adelssitzen – harmonisch in die Ringbebauung ein und war mit den angrenzenden Häusern verbunden. Der dahinterliegende Schlosspark war in einen Häuserblock integriert.

## Geschichte
Der Unternehmer Lazarus I. Henckel von Donnersmarck erwarb 1623 u. a. die schlesische Herrschaft Oderberg als Pfandbesitz; sein Sohn Lazarus II. wurde am 26. Mai 1629 Eigentümer der Herrschaft, die 1697 zur Minderherrschaft erhoben wurde. Im Zuge des Breslauer Vorfriedens erfolgte 1742 die Teilung der Herrschaft Oderberg entlang der Oder und der Olsa. Als Herrschaftssitz diente weiterhin das Schloss (Preußisch) Oderberg.  
Johann Erdmann Henckel von Donnersmarck veräußerte 1765 den österreichischen Teil der Herrschaft Oderberg an Erdmann Gusnar von Komorno. Dessen Nachkommen kauften die Bürgerhäuser Nr. 7 und 8 an der Ostseite des Oderberger Rings auf und ließen diese um 1817 zu einem Herrensitz umgestalten, der danach als Schloss bezeichnet wurde. Im Jahre 1845 erwarb Marie Gräfin Rudnitzka das österreichische Gut Oderberg. Sie kaufte 1853 noch das Bürgerhaus Nr. 9 auf und ließ die Häuser nach Plänen des Witkowitzer Baumeisters Josef Kraus zu einem kleinen Stadtschloss mit einem Park an der Rückseite umgestalten. 
Leopold von Heydebrand, der das Gut 1858 als Mitgift seiner Frau Alexandra Gräfin Rudnitzka erworben hatte, musste es in den 1860er Jahren wegen Überschuldung an seinen Gläubiger Singer aus Proßnitz abtreten. Dieser verkaufte das Schloss 1868 an Konrad von Mattencloit auf Orlau. Heinrich Larisch von Moennich, der das Gut und Schloss Oderberg 1886 erworben hatte, schlug den Grundbesitz seiner Grundherrschaft Freistadt zu. Das Schloss Oderberg verlor damit seine Funktion als Herrensitz; stattdessen wurden Wohnungen und Büros für Bedienstete darin eingerichtet. Nach dem Ende des Zweiten Weltkrieges 1945 wurde das Schloss aus dem Besitz der Familie Larisch-Moennich konfisziert und verstaatlicht. Später ging das Schloss in das Eigentum der Stadt Bohumín über und wurde weiterhin als Wohn- und Bürogebäude genutzt, wobei notwendige Instandsetzungen unterblieben.
Wegen des fortschreitenden Verfalls traf der Städtische Nationalausschuss die Entscheidung zum Abbruch, der Ende der 1980er Jahre erfolgte. In der ersten Hälfte der 1990er Jahre entstand an der Stelle ein dreigeschossiges Haus mit Pflegedienstleistungen, in dem sich seit 2000 die Schule der Schlesischen Diakonie (Škola Slezské diakonie) befindet.